# Ben Mannix
Benjamin John Mannix (Liverpool, 27 oktober 1977) is een Engelse golfprofessional. Hij heeft op de Sunshine Tour gespeeld en speelt in 2012 op de Europese Challenge Tour.
Mannix probeerde ook via de Tourschool een spelerskaart voor de Europese PGA Tour te krijgen. In 2000 en 2009 won hij Stage 2. In 2009 en 2010 speelde hij ook op de Alps Tour.
In november 2010 won hij met een score van 205 (-11) bijna zijn eerste grote toernooi op de Sunshine Tour, maar hij verloor de play-off van Brandon Pieters in de BMG Classic op de Glendower Golf Club in Johannesburg.
In december 2011 was hij een van de elf spelers uit Zuid-Afrika die de finale haalde op de Tourschool.